# Berezniki
Berezniki (em russo:  Березники́) é uma cidade em Krai de Perm, na Rússia, localizada às margens do Rio Kama , nos Montes Urais . População: 156,466 (Censo 2010 - resultados preliminares);  173,077 (Censo 2002); 201,213 (Censo 1989).

## Etimologia
O nome Berezniki é derivado de uma floresta de bétulas originalmente situada na cidade.

## História
Fundada em 1873, o status da "cidade" foi-lhe concedido em 1932, pois sua indústria estava expandindo-se rapidamente sob o governo de Joseph Stalin.

## Economia e dano ambiental
Após a dissolução da União Soviética, em 1991, a população da cidade reduziu-se devido ao aumento do desemprego. Contudo, a cidade ainda conseguiu manter suas principais indústrias. Grandes fábricas de produtos químicos, tais como fábricas de titânio e sódio, bem como várias grandes minas de potássio, magnésio e potassa estão em operação em Berezniki.

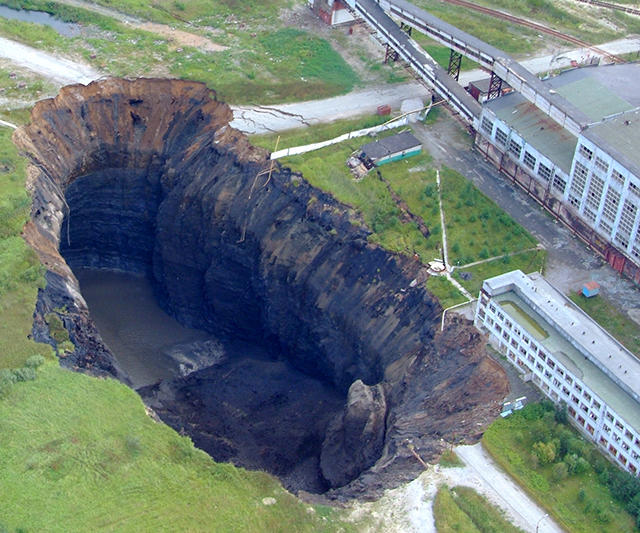
Sumidouro na cidade de Berezniki, na primeira fábrica de potassa

A mina de potássio, de propriedade de Uralkali , foi a base da fortuna de Dmitry Rybolovlev, que a vendeu em 2010 para Suleyman Kerimov. As reservas da enorme mina subterrânea, a cerca de 300 metros abaixo da cidade, consistem em sal solúvel que está sendo dissolvido pela água que entra na mina. A cidade, um antigo campo de trabalho da era soviética, foi construída perto do local de trabalho, acima da mina. Vários buracos, alguns enormes, abriram-se dentro da cidade. A situação exige monitoramento 24 horas por dia. Acredita-se que o problema esteja limitado a uma pequena parte da mina que não foi preenchida adequadamente para ser limitada em seu impacto no futuro, mas a realocação da cidade em outo local está sendo considerada.
O maior buraco (sumidouro), chamado localmente de "O Avô", de 2012, possui aproximadamente 310 m de largura, 390 m de comprimento e 240 m de profundidade. Quando abriu em 2007, o buraco tinha 80 m de comprimento, 40 m de largura e 200 m de profundidade. Ninguém ficou ferido com o aparecimento do sumidouro, que se expandiu e destruiu parte da única ferrovia, potencialmente prejudicando a economia local.

## Transporte
Berezniki é servida pelo aeroporto de Berezniki, que serve principalmente helicópteros. Uma estação ferroviária está fechada, dado que está localizada na área do sumidouro e foi danificada. Na cidade, o serviço de transporte público é operado com trólebus.

## Cultura
Berezniki tem um teatro e um museu de história regional.
Todos os anos, de 17 a 20 de julho, a cidade celebra seus mosquitos em um festival anual com música, dança e uma competição da "garota mais deliciosa". Na competição, as garotas ficam por 20 minutos em seus "shorts" e coletes e aquela que recebe mais mordidas ganha.

## Pessoas notáveis
- Vasily Pavlovich Boryagin, herói do trabalho socialista
- Dmitry Rybolovlev , bilionário russo, controlou as principais minas de potassa de Berezniki de 2000 a 2011
- Boris Yeltsin , o primeiro presidente da Rússia, estudou na Pushkin High School, em Berezniki